# (85030) Адмет
(85030) Адмет (лат. Admetus, др.-греч. Αδμετ) — типичный троянский астероид Юпитера, движущийся в точке Лагранжа L4, в 60° впереди планеты. Астероид был открыт 24 сентября 1960 года голландскими астрономами К. Й. ван Хаутеном, И. ван Хаутен-Груневельд и Томом Герельсом в Паломарской обсерватории и назван в честь Адмета, персонажа древнегреческой мифологии, отца лучшего возницы в древнегреческой армии.

Орбита астероида Адмет и его положение в Солнечной системе